# Epiphyllum laui
Epiphyllum laui là một loài thực vật có hoa trong họ Cactaceae. Loài này được Kimnach mô tả khoa học đầu tiên năm 1990.

## Hình ảnh

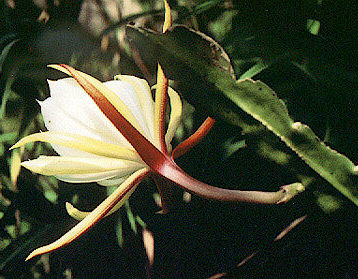
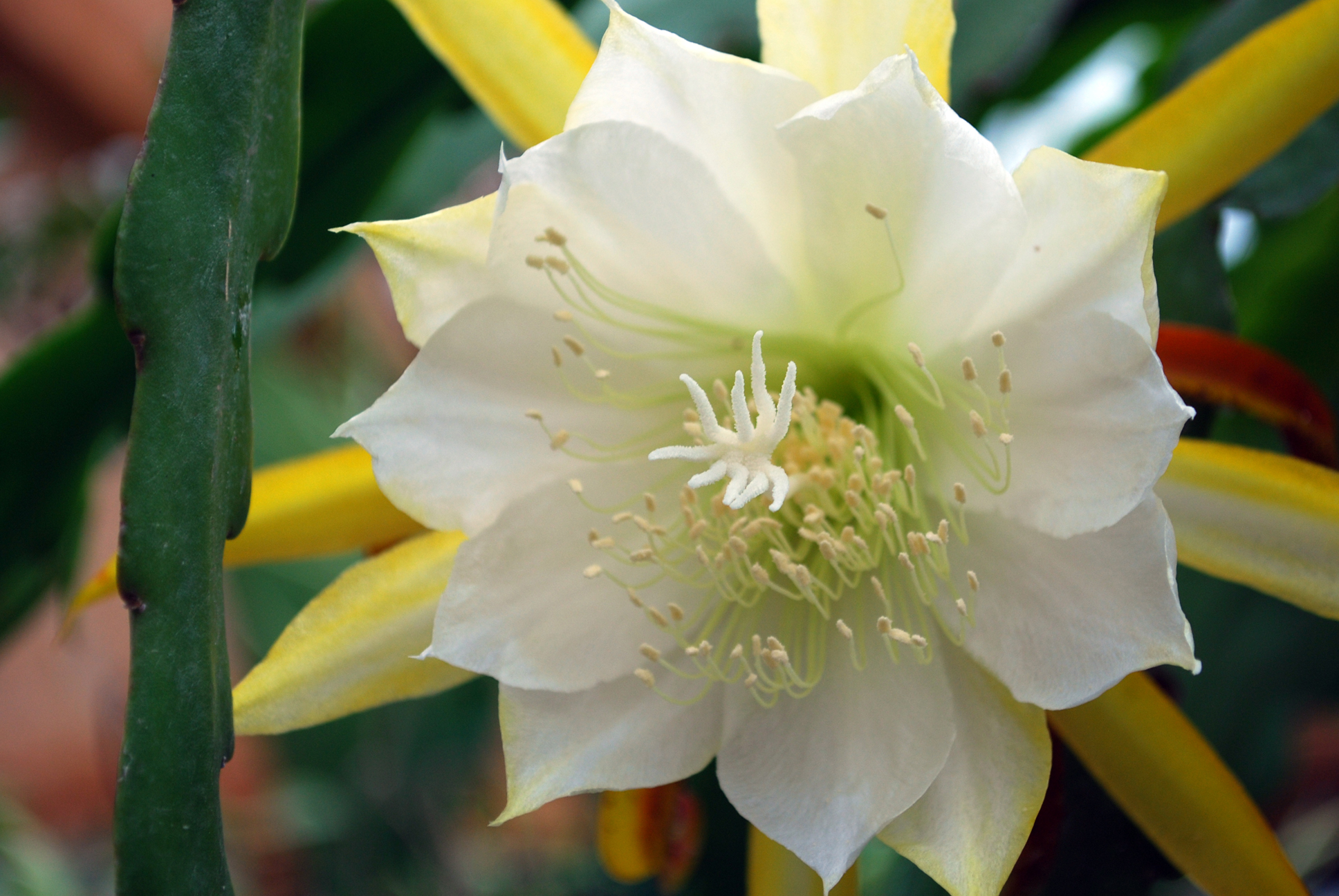
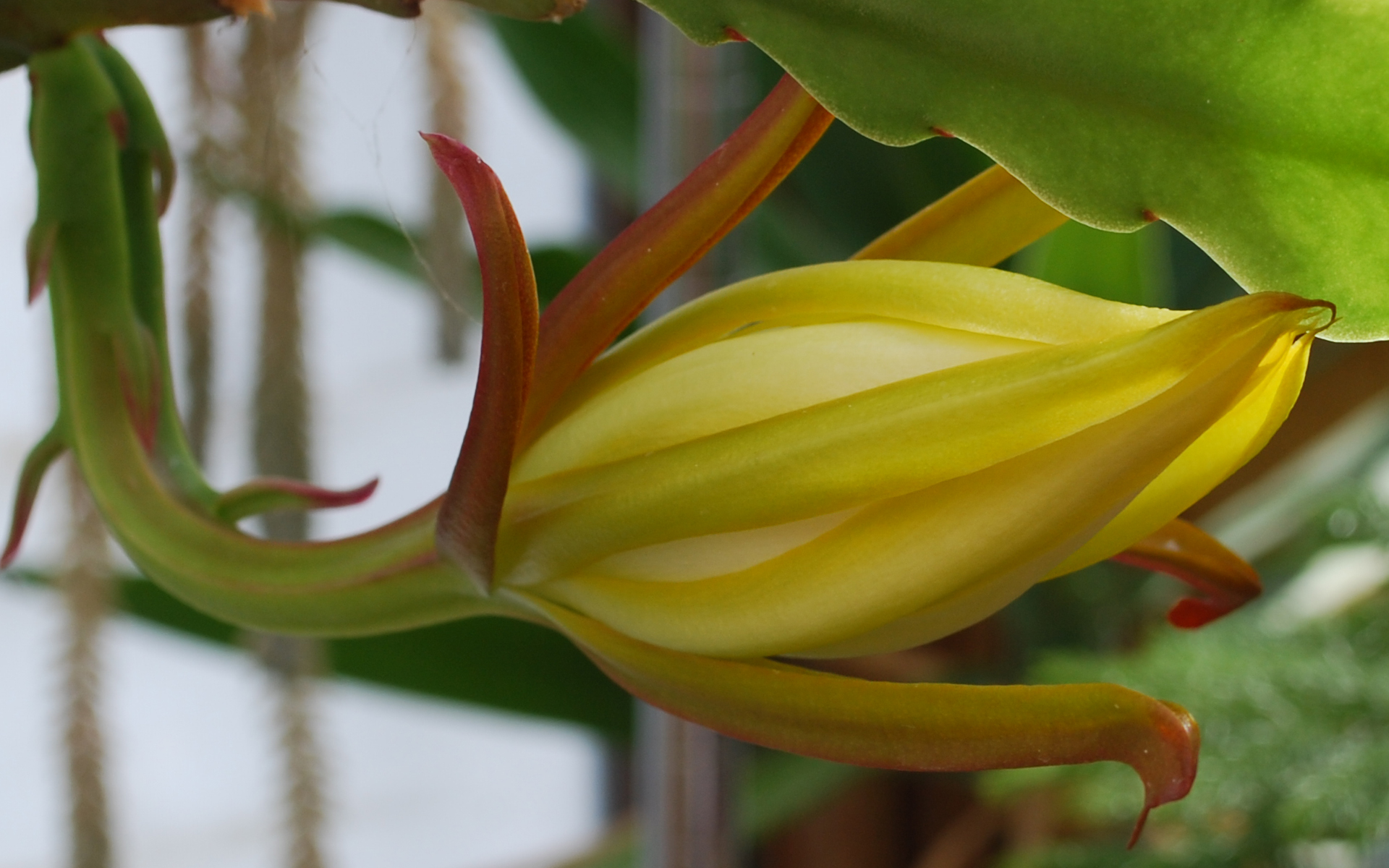